# Anneslea donnaiensis
Anneslea donnaiensis là một loài thực vật có hoa trong họ Pentaphylacaceae. Loài này được (Gagnep.) Kobuski mô tả khoa học đầu tiên năm 1952.